# Coregonus muksun
Coregonus muksun es una especie de pez de la familia Salmonidae en el orden de los Salmoniformes.

## Morfología
Los machos pueden llegar alcanzar los 64 cm de largo total y 13,8 kg de peso.

## Reproducción
Es ovíparo y entierra los huevos en nidos desprotegidos.

## Distribución geográfica
Se encuentra en Rusia: territorios árticos entre los ríos  Khatanga y  Kolyma.

## Longevidad
Vive hasta los 23 años.